# Dhamnar-Höhlenkloster

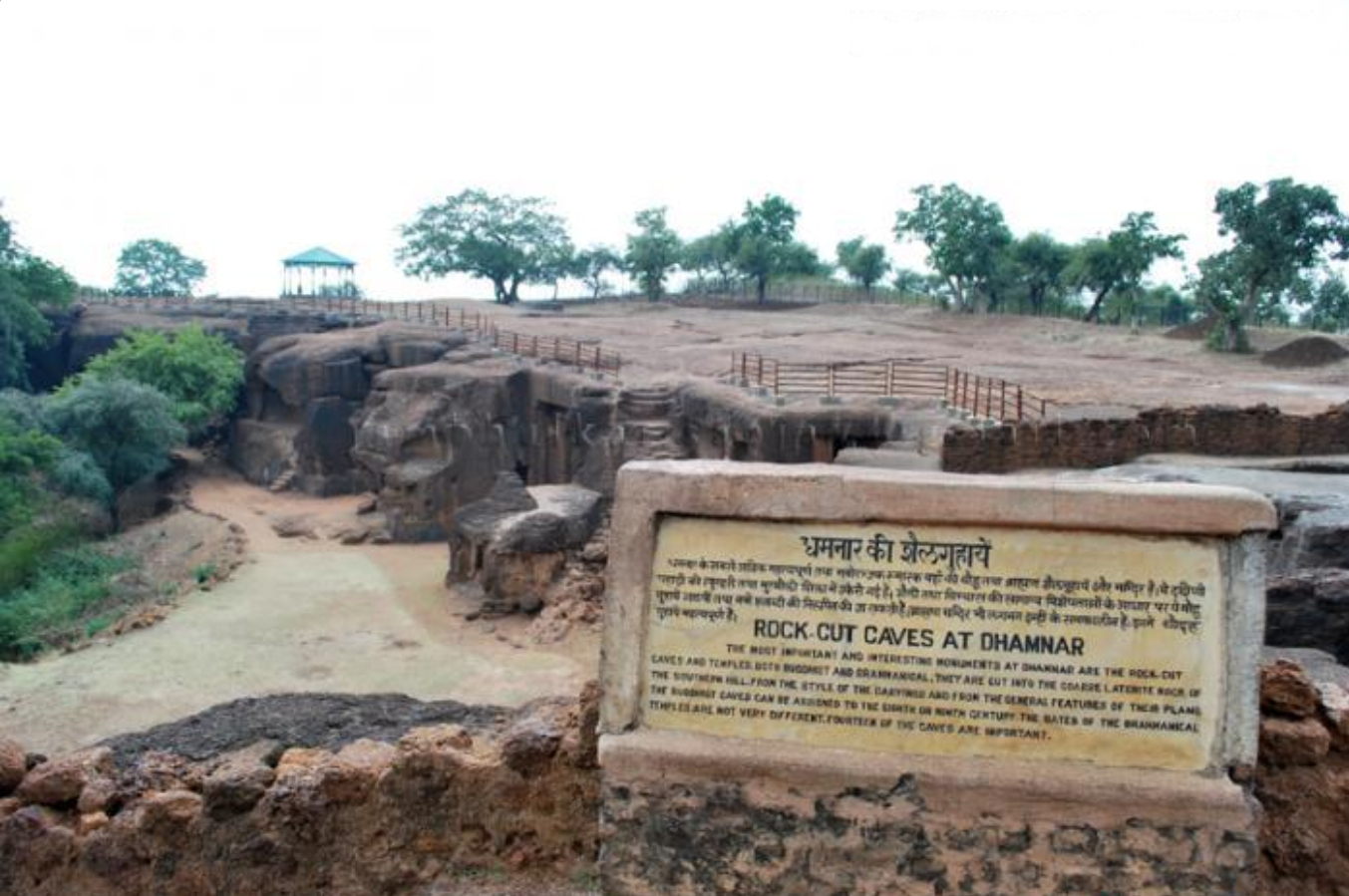
Dhamnar-Höhlenkloster

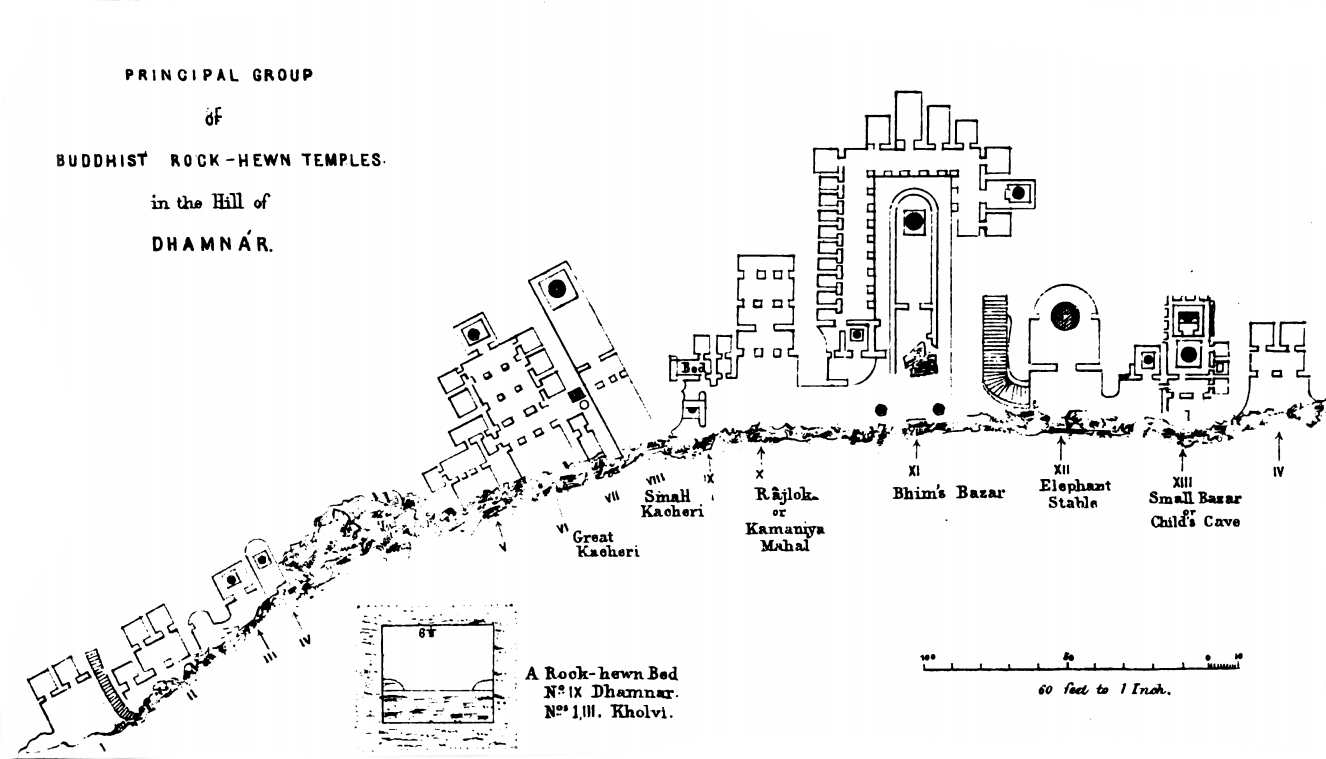
Dhamnar-Höhlenkloster, Grundriss des Hauptteils der Anlage (1871)

Das Dhamnar-Höhlenkloster ist ein buddhistisches Höhlenkloster im Distrikt Mandsaur im Westen des indischen Bundesstaats Madhya Pradesh. Jahrhunderte später wurde in unmittelbarer Nähe ein Hindu-Tempel (Dharmarajeshwar) aus dem Felsgestein herausgehauen.

## Lage
Das Dhamnar-Höhlenkloster liegt gut 3 km (Piste und Fußweg) südöstlich des Dörfchens Chandwasa bzw. gut 78 km (Fahrtstrecke) nordöstlich der Großstadt Mandsaur im südwestlichen Zipfel Madhya Pradeshs nahe der Grenze zum Bundesstaat Rajasthan in einer Höhe von ca. 450 m. Der nächstgelegene Bahnhof befindet sich in der Stadt Bhawani Mandi (ca. 54 km nordöstlich).

## Geschichte
Das aus zahlreichen Kulthöhlen (chaityas), Wohnhöhlen (viharas), Votivstupas etc. bestehende Dhamnar-Höhlenkloster lag unweit eines alten Handelswegs. Mit dem Bau der Anlage dürfte im 2. oder 3. Jahrhundert begonnen worden sein; im 8. oder 9. Jahrhundert (vielleicht schon früher) wurde der buddhistische Teil aufgegeben. In dieser Zeit entstand der ebenfalls vollständig aus dem Fels gehauene Dharmarajeshwar-Tempel, ein in vieler Hinsicht dem Kailasanatha-Tempel von Ellora vergleichbarer Hindu-Tempel.

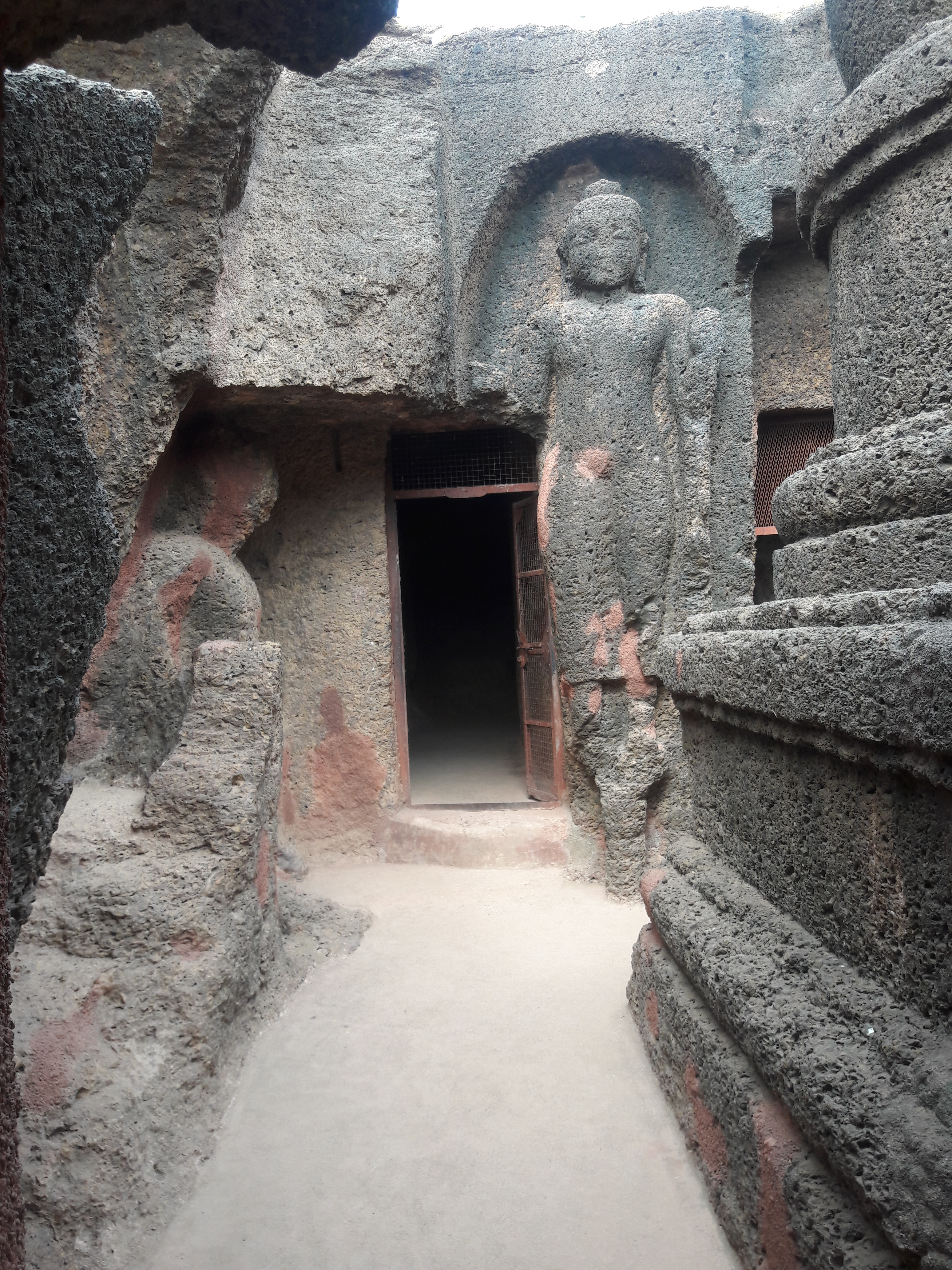
Buddha-Statue

## Buddhistischer Teil

### Höhlen
Der hier natürlich anstehende Stein wird als Laterit bezeichnet; er ist porös und zeigt starke Verwitterungsspuren. Das ursprüngliche religiös-kultische Zentrum der Anlage ist eine vergleichsweise kleine ungewölbte Chaitya-Halle (genannt Elephant stable) mit einem Stupa im apsisartig geformten rückwärtigen Teil. Wenige Meter links davon befindet sich eine deutlich größere und spätere Chaitya-Halle (genannt Bhim Bazaar) mit (später?) angebauten Mönchszellen; seitlich des Eingangs befinden sich zwei Reliefstupas. Weitere Höhlen schließen sich an.

### Skulpturen
Zwischen und in den Felshöhlen finden sich zahlreiche Buddha-Bildnisse in sitzender, stehender oder liegender Position. Einige Chaitya-Scheinfenster (chandrasalas) dienen als Schmuckmotive.

## Hindu-Tempel

Dhamnar – Hindu-Felstempel (1897)

Der aus dem 8. oder frühen 9. Jahrhundert stammende Dharmarajeshwar-Tempel wurde ebenfalls komplett aus dem Felsgestein herausgehauen; er zeigt jedoch eine vollkommen andere „Architektur“-Auffassung, die ganz offensichtlich auf die bereits entwickelten freistehenden Hindu-Tempel der Zeit (z. B. in Gyaraspur oder Gwalior) Bezug nimmt. Er besteht aus einer Vorhalle (mandapa) mit anschließender Cella (garbhagriha). In der Cella befindet sich ein Kultbild Hariharas, einer Synthese der beiden hinduistischen Hauptgötter Shiva und Vishnu; später wurde ein Shiva-Lingam hinzugefügt, so dass die Verehrung Shivas insgesamt überwiegt. Das Äußere des Tempels zeigt zahlreiche dekorative udgama-Paneele sowie einen gegliederten shikhara-Turm mit amalaka-Schlussstein; wie bei frühen Hindu-Tempeln üblich fehlt jedoch jeglicher figürlicher Schmuck.
Ein kleinerer, ebenfalls aus dem Felsgestein herausgehauener Tempel ohne Vorhalle, aber mit Vestibül (antarala) steht in unmittelbarer Nachbarschaft des Haupttempels.